# Jost von Meggen
Jost von Meggen (Lucerna, 1509 – Lucerna, 17 marzo 1559) è stato un ufficiale svizzero, comandante della Guardia Svizzera.

## Biografia
Jost von Meggen, originario di Lucerna, era nipote del borgomastro di Lucerna, Nikolaus von Meggen, ed era un militare che si era largamente distinto già in patria al servizio della Confederazione Elvetica.
Egli entrò a servizio nella guardia svizzera pontificia nel 1548 quando questa venne ricostruita dopo 21 anni di assenza e di sostituzione con i lanzichenecchi imperiali dopo il sacco di Roma del 1527. Venne immediatamente chiamato in Vaticano da papa Paolo III come Colonnello comandante del corpo e già dalla morte del pontefice nel 1549 il potere e le antiche tradizioni della guardia pontificia erano completamente rinsaldate e fortificate pur con qualche variazione che seguisse le nuove norme del Concilio di Trento. Fu così che proprio nel 1549 Jost von Meggen prescrisse categoricamente la necessità di essere stati battezzati (e quindi di essere cristiani cattolici) per avere accesso alle schiere della guardia svizzera pontificia, dal momento che alcuni luterani si erano comunque dimostrati interessati a entrare nel corpo e la loro presenza era risultata sgradita nel terrore di creare disordini in pieno periodo controriformista.
Malgrado questa posizione favorevole, von Meggen si scontrò col nuovo papa Giulio III che era intenzionato a ridurre il numero delle guardie svizzere in servizio attivo senza però riuscirvi. Sotto il pontificato di Paolo IV egli servì più che altro come diplomatico e intermediario tra la Santa Sede e la Confederazione Elvetica in quanto il pontefice, uomo di chiesa e anche abile politico, aveva compreso che la neutralità politica della Svizzera gli sarebbe stata molto utile per risolvere le diatribe con Francia, Inghilterra e Sacro Romano Impero.
Jost von Meggen morì nel 1559 dopo un viaggio di ritorno da Lucerna e venne sepolto a Roma. Fu il primo comandante della guardia svizzera pontificia a non morire in battaglia.